# Sei still, wisse ICH BIN
Sei still, wisse ICH BIN is een album uit 1981 van de Duitse rockgroep Popol Vuh.  Op dit album is Popol Vuh herleid tot het drietal Fricke, Fichelscher en Knaup. Chris Karrer speelt als gastmuzikant sopraansax op het album. Het album verscheen op het label Innovative Communication (IC) van Klaus Schulze. Enkele nummers verschenen kort daarna ook op de soundtrack Fitzcarraldo van de gelijknamige film van Werner Herzog.

## Tracks
1. "Wehe Khorazin" - 6:22
2. "Und als ER sah es geht dem Ende zu" – 7:04
3. "Garten der Gemeinschaft" – 4:41
4. "Gemeinsam aßen sie das Brot" – 2:51
5. "Laß los" – 6:46
6. "Gemeinsam tranken sie den Wein" – 3:50
7. "...als lebten die Engel auf Erden" – 2:10

Op een cd-heruitgave uit 2006 op het label SPV werd als bonus "King Minos III (studio version)" opgenomen.

## Bezetting
- Florian Fricke: piano, zang
- Daniel Fichelscher: gitaar, drums
- Renate Knaup: zang
- Chris Karrer: sopraansaxofoon
- koorensemble van de Bayerische Staatsoper